# Autorretrato con pintura y pinceles
Este Autorretrato del pintor holandés Rembrandt está realizado en óleo sobre lienzo, y fue pintado en el año 1660. Mide 111 cm de alto y 85 cm de ancho. Se exhibe actualmente en el Museo del Louvre de París (Francia), donde se exhibe con el título de Portrait de l'artiste au chevalet. Formó parte de la colección de Luis XIV, adquirido por el marchante De La Feuille en 1671. 
Rembrandt realizó numerosos autorretratos a lo largo de la vida, lo que permite conocer su evolución estilística y además interrogarse, analizarse a sí mismo. Este impresionante autorretrato es uno de los últimos, y como en el resto, se presenta con realismo: las ojeras, las arrugas, la nariz grande, el gorro de pintor, el pelo despeinado. Los ojos miran fijamente hacia el espectador. 
Encuadrado en un entorno sombrío, solo destacan, además de su rostro, las manos, una sosteniendo un pincel y otra la paleta, así como el perfil del cuadro que está pintando, en el lado derecho.
Aparece así Rembrandt igualándose a un gran maestro antiguo, como un Tiziano, o un nuevo Apeles.